# Xã Kabetogama, Quận St. Louis, Minnesota
Xã Kabetogama (tiếng Anh: Kabetogama Township) là một xã thuộc quận St. Louis, tiểu bang Minnesota, Hoa Kỳ. Năm 2010, dân số của xã này là 135 người.